# Радио Дача
«Радио Дача» — российская радиостанция, вещающая на русском языке 24 часа в сутки. В эфире транслируются популярные шлягеры и хиты советской и российской эстрады. Начало вещания — 1 ноября 2006 года — композиция «Единственная моя» в исполнении Филиппа Киркорова.

## История
Региональная сеть вещания радиостанции насчитывает 268 передатчиков, размещенных в городах России и в странах ближнего зарубежья.
Вместе с радиостанциями Love Radio, «Радио Шансон», «Восток FM», «Такси FM», «Радио Русский Хит», «Первое Спортивное радио», входит в состав холдинга Krutoy Media.
В 2011 г. на Украине на основе вещавшей в 18 городах радиосети L`Radio информационно-издательской группы «ТелеграфЪ» была запущена местная версия «Радио Дача», у россиян были куплены права на торговую марку и формат вещания. Аудиторией считались люди от 30 до 45 лет со средним достатком и выше. Осенью радиостанция была приобретена ТАВР Медиа, по оценке участников рынка стоимость сделки могла составить 13 — 17 млн долл. Впоследствии на частотах была запущена Радiо Классика.

## Формат
Плейлист «Радио Дача» — композиции 80-х и 90-х годов и самые успешные песни наших дней. 

## Рейтинги
- ноября 2008 года по январь 2009 года — 670 тыс. в Москве[6]
- октябрь-декабрь 2010 г. — 14 и 9 место в России и Москве (4,4 и 8,4 %)[3]
- октябрь-декабрь 2012 года — 674 тыс. ([7])
- 2014 год — 7 место (5,598.[8])
- 2016 год — 7 место (4,59 млн.[9])
- второе полугодие 2024 года — 6 место (5,3 млн.[10])

## Награды и премии
- 2015 — Национальная премии «Радиомания» за профессиональное мастерство и самое значительное увеличение аудитории среди музыкальных радиостанций России в сезоне 2014/15[11].
- 2020 — Национальная премии «Радиомания» за проект «Атлас дорог. Россия со вкусом»[12].
- 2021 — Национальная премии «Радиомания» за проект «Пакет вокально-текстовых джинглов»[13].

## Интернет-станции
Помимо основной станции, существуют две специализированные станции в Интернете:
- «Disco Дача»
- «Песня года»

## Концерт «Удачные песни»
С 2010 года в Москве под брендом «Радио Дача» проходит весенний концерт «Disco Дача», посвященный открытию дачного сезона.
С 2017 года концерт проходит под названием — «Удачные песни».